# Tragia collina
Tragia collina är en törelväxtart som beskrevs av David Prain. Tragia collina ingår i släktet Tragia och familjen törelväxter.
Artens utbredningsområde är KwaZulu-Natal. Inga underarter finns listade i Catalogue of Life.